# Haywood City
Haywood City – wieś w Stanach Zjednoczonych, w stanie Missouri, w hrabstwie Scott.